# Lindenallee (Bremerhaven)
Die Lindenallee ist eine zentrale Erschließungsstraße in Bremerhaven, Stadtteil Wulsdorf (Dreibergen, Jedutenberg). Sie führt in West-Südost-Richtung von der Weserstraße bis an, aber nicht auf die Bundesautobahn 27 und über die Bundesstraße 71 sowie nach Loxstedt, Beverstedt und Bremervörde.
Die Querstraßen und die Anschlussstraßen wurden benannt u. a. als Lüneburger Straße nach der Stadt, Bremer Straße, Dreibergen nach dem Ortsteil und den drei Sandrücken zwischen Markfleet und dem Tal der Rohr, Sandbredenstraße nach einer Flur im Bereich der Feldmark Lithbreden, Vieländer Weg nach dem früheren Gerichtsbezirk und der Landschaft, unbenannter Weg, Speckbacherstraße (nach Joseph Speckbacher=Tiroler Freiheitsheld), Poggenbruchstraße(?), Bei den Lehmkuhlen, Jedutenberg nach dem Ortsteil und dem künstlich aufgeworfenen Jedutenhügel, Stellmacherweg nach dem Beruf, Korbmacherweg nach dem Handwerk, Weg 89; ansonsten siehe beim Link zu den Straßen.

## Geschichte

### Name
Die Lindenallee wurde benannt nach den Linden, eine Pflanzengattung der Familie der Malvengewächse (Malvaceae). In Mitteleuropa sind meist Winter- oder Sommerlinden vorhanden. Viele Orte hatten früher ihre Dorflinde. Nach Kriegen gab es den Brauch, sogenannte Friedenslinden zu pflanzen.

### Entwicklung

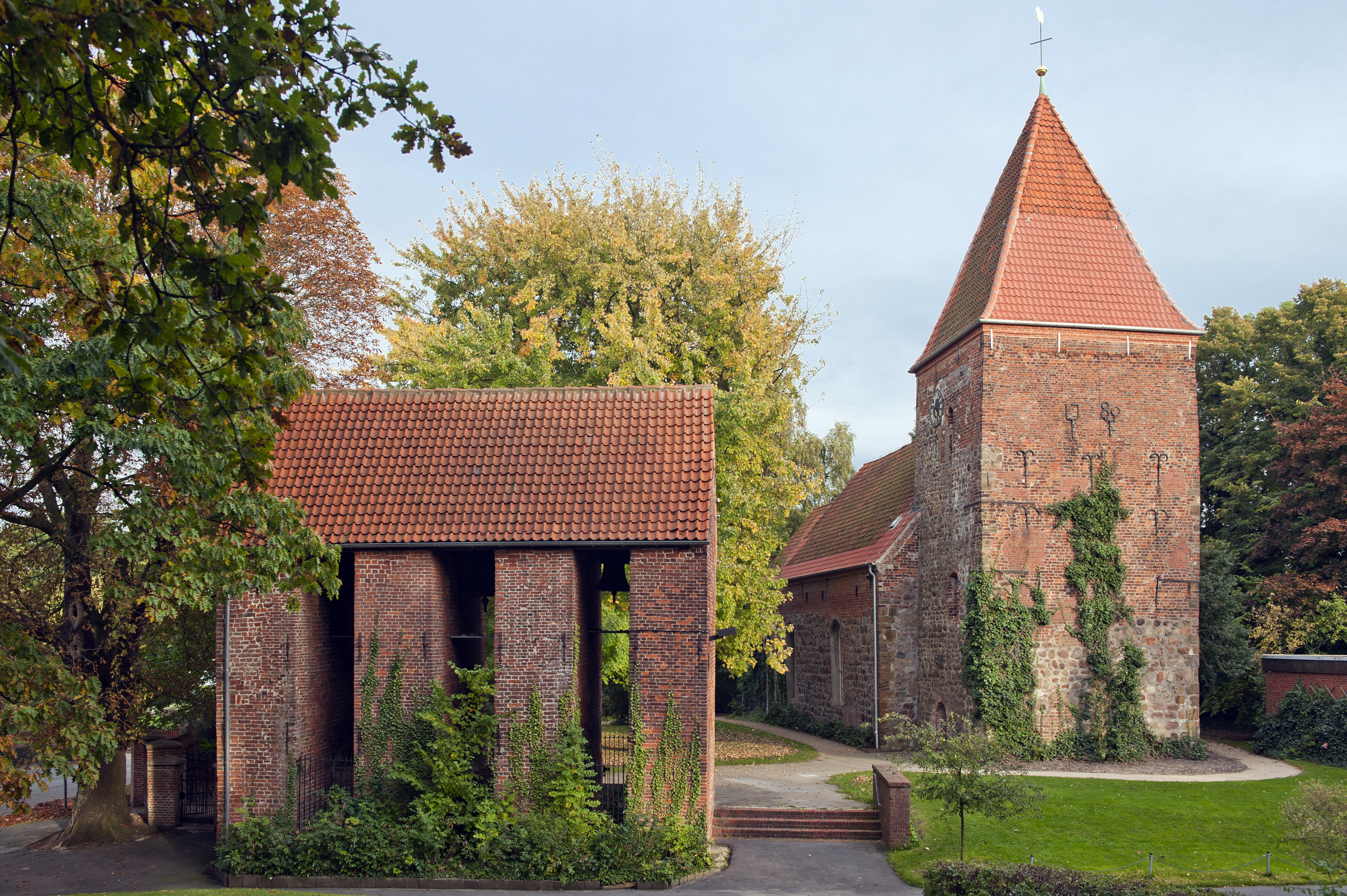
Dionysiuskirche

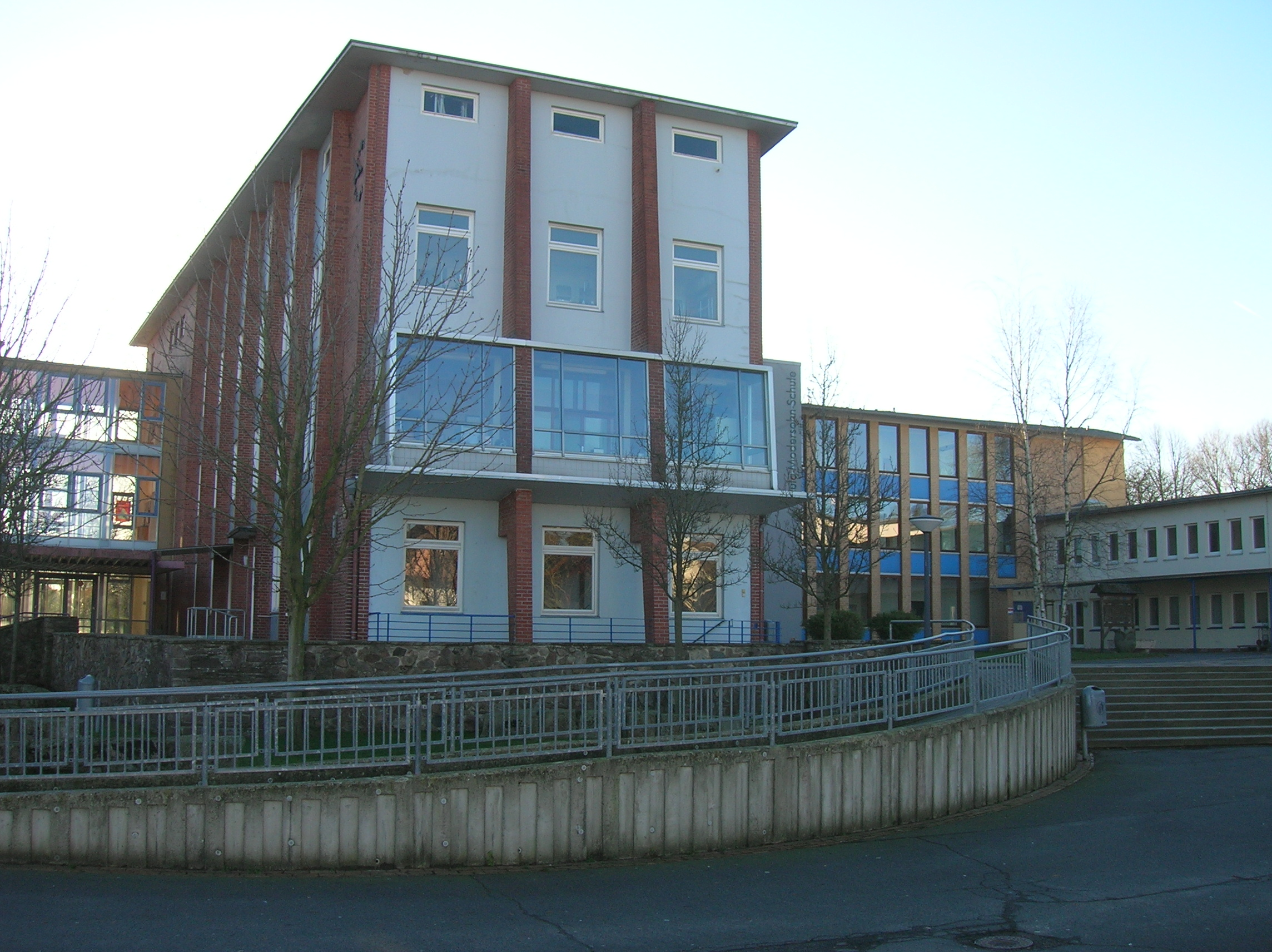
Paula-Modersohn-Schule

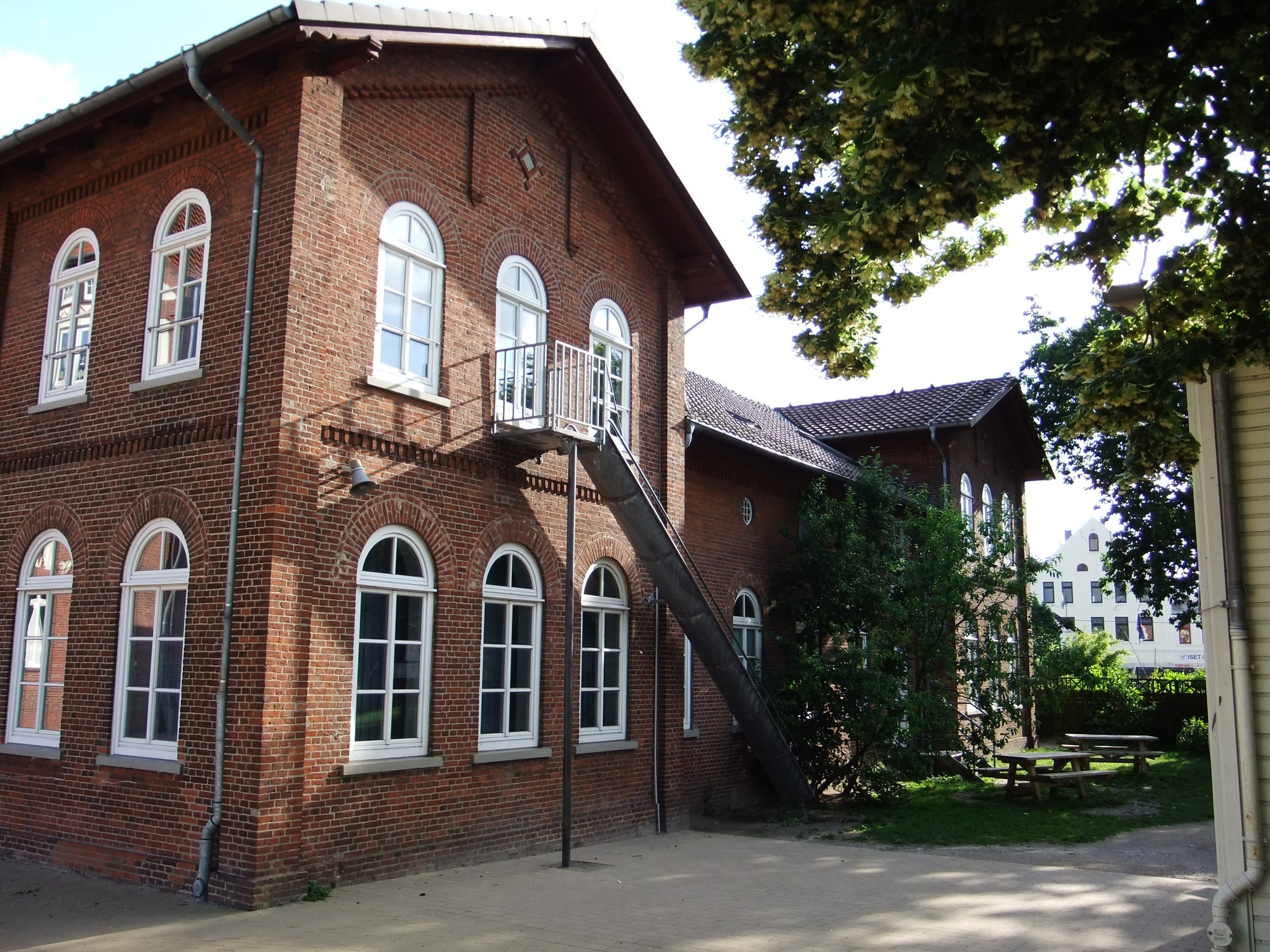
Altwulsdorfer Schule

Wallestorpe wurde 1139 erstmals erwähnt. Das Haufendorf gehörte um 1500 zum Gerichtsbezirk Vieland. 1715 kam das Gebiet an das Kurfürstentum Braunschweig-Lüneburg, seit 1815 Königreich Hannover. 1850 wohnten die rund 600 Einwohner der Landgemeinde (1840) um die Kirche in zumeist reetgedeckten Häusern. Um 1850 entstand die Landstraße nach Beverstedt. An ihrer Einmündung, der Lindenstraße zur Weserstraße (zumeist auch Chaussee genannt), entwickelte sich ein weiteres neues Zentrum des Ortes. Nach dem Bau der Weserhäfen wuchs der Stadtteil beträchtlich und 2017 hatte er 11.351 Einwohner.

### Verkehr
Eine alte Wegeverbindung nach u. a. Loxstedt wurde um 1850 als Chaussee ausgebaut. Ab 1932 war die Straße Teil der Fernverkehrsstraße 71, dann Reichsstraße 71 und nach 1949 Bundesstraße 71. Die Bundesautobahn 27 mit dem Anschluss Bremerhaven-Wulsdorf über die B 71 wurde in diesem Bereich 1974 fertiggestellt. Im Dezember 2006 kam eine Südumfahrung, welche die Lindenallee ersetzte.
Im Nahverkehr von BremerhavenBus durchfahren die Straße die Linien 502, 506, 517 und das Anruf-Linientaxi 519 sowie in den Wochenendnächten der ML (Moon-Liner).

## Gebäude und Anlagen
Die Straße hat überwiegend eine ein- bis zweigeschossige Bebauung.
Erwähnenswerte Gebäude und Anlagen
- Nr. 1: 1- und 2-gesch. modernes Eckhaus mit der Filiale der Volksbank Bremerhaven-Cuxland
- Nr. 2: 3- gesch. Wohn- und Geschäftshaus mit mittigem 4-gesch. Giebel
- Nr. 17: 2-gesch. giebelständiges Wohn- und Geschäftshaus von um 1900
- Nr. 23: 1-gesch. Gebäude der Freiwilligen Feuerwehr Wulsdorf
- Bremer Straße: Romanische, evangelische Dionysiuskirche als Feldsteinkirche und Wehrkirche aus dem 11. Jahrhundert, freistehender Glockenturm aus dem 15. Jh.[3]
- Sandbredenstraße Nr. 11: 2- und 3-gesch., ziegelsichtige vierklassige Altwulsdorfer Schule von 1866 mit weiteren Gebäuden; heute eine Grundschule[4]
- Dreibergen Nr. 21: 3-gesch. Neubau von um 1961 der Paula-Modersohn-Schule (Die Paula), eine Oberschule
  - Stadtteiltreff Wulsdorf
- Nr. 38: 2-gesch. Wohn- und Geschäftshaus von um 1900 mit Fachwerkgiebel
- Nr. 57: 2-gesch. Wohnhaus von um 1900 als Giebelhaus
- Nr. 59: 3-gesch. Wohnhaus von um 1900
- Nr. 61: 2-gesch. Wohnhaus von um 1900 als Giebelhaus
- Nr. 73: 2-gesch. Wohn- und Geschäftshaus von um 1900 mit Zwerchgiebel, Krüppelwalm und Café
- Felder
- Brücke über die Rohr, ein rechter Zufluss der Alten Lune, einem Zufluss zur Weser
- Tunnel unter der Autobahn